# Miguel d'Ors
Miguel d'Ors (Santiago de Compostela, 1946) es un profesor y poeta español.

## Biografía
Es hijo del jurista Álvaro d'Ors y nieto del escritor Eugenio d'Ors.
Obtuvo el doctorado en Filosofía y Letras en la Universidad de Navarra, donde trabajó como profesor entre 1969 y 1979. Desde 1979 fue profesor de Literatura Española en la Universidad de Granada, donde se jubiló en 2009.
Ha publicado trabajos de investigación en Literatura Española, especialmente sobre Manuel Machado y poesía española actual.
Es autor de cuatro volúmenes misceláneos: Virutas de taller, Más virutas de taller, Todavía más virutas de taller y Penúltimas virutas de taller, con reflexiones ensayísticas, y de la novela El infortunio del señor Seniergues.
Su poesía es elogiada por la conjunción de un perfecto dominio técnico de las formas poéticas con la renovación de una temática (biográfica, religiosa, política, elegíaca) en principio calificada de 'tradicional'. Su obra ha influido en numerosos poetas jóvenes. Se le ha incluido en diversas antologías. Ha sido traducido al inglés, francés, portugués, alemán, ruso, armenio, polaco, italiano, eslovaco y checo.

## Obra poética
- Los sonetos [epílogo de Rodrigo Olay] (Valencina, Los Papeles del Sitio, 2024)
- Las cosas de la vida (Antología poética) [selección y prólogo de Cristina Ferradás] (Sevilla, Renacimiento, 2024)
- Viaje de invierno (Sevilla, Renacimiento, 2021)
- O fiasco perfeito [antología en portugués, prólogo, selección y traducción de Luís Pedroso] (Lisboa, Língua Morta/Poesia Incompleta, 2021)
- Poesías completas 2019 (Sevilla, Renacimiento, 2019)
- Manzanas robadas (Sevilla, Renacimiento, 2017)
- Átomos y galaxias (Sevilla, Renacimiento, 2013)
- Sociedad limitada (Sevilla, Renacimiento, 2010)
- El misterio de la felicidad. Antología poética [edición, selección y prólogo de Ana Eire] (Sevilla, Renacimiento, 2009; 2ª ed., 2023)
- Sol de Noviembre (Sevilla, Númenor - Fundación de Cultura Andaluza, 2005)
- 2001. Poesías escogidas [prólogo de Enrique García-Máiquez] (Sevilla, Númenor - Fundación de Cultura Andaluza, 2001)
- Hacia otra luz más pura (Sevilla, Renacimiento, 1999; 2ª ed., 2003)
- La imagen de su cara (Granada, Comares,La Veleta, 1994)
- Punto y aparte (1966-1990) (Granada, Comares, La Veleta, 1992; 2ª ed., 1995)
- La música extremada (Sevilla, Renacimiento, 1991)
- Canciones, oraciones, panfletos, impoemas, epigramas y ripios, o Cajón de sastre donde hallará todo cuanto deseare el lector amigo, y el no tanto sobradas razones para seguir en sus trece [edición no venal] (Academia de Bellas Letras de Retamar, 1990)
- Curso Superior de Ignorancia(Murcia, Universidad de Murcia, 1987; 2ª ed., 1987 [1988])
- Es cielo y es azul (Granada, Universidad de Granada, Colección Zumaya, 1984)
- Chronica (Granada, Diputación Provincial de Granada, 1982)
- Codex 3 (Ciudad Real, Museo de Ciudad Real, 1981)
- Ciego en Granada (Pamplona, Gómez, 1975)
- Del amor, del olvido (Madrid, Rialp, Colección Adonáis, 1972)

## Ediciones e introducciones a otros poetas
- Javier Almuzara. Quede claro (Sevilla, Renacimiento, 2014)
- Paul Verlaine. Fiestas galantes, traducción de Manuel Machado (Sevilla, Renacimiento, 2007)
- Jesús Górriz Lerga. Obra poética (1950-2006) (Pamplona, Institución Príncipe de Viana, 2006)
- Joaquín Antonio Peñalosa. Un pequeño inmenso amor (Lucena, 4 estaciones, 2002)
- Vicente Sabido. Los cuarenta principales. Antología poética (1975-1994) (Granada, Diputación Provincial, 1999)
- Margarita Colom. Maravillizar (Barcelona, Ajuntament. Parcs i Jardins, 1999)
- La montaña en la poesía española contemporánea. Antología (Barcelona, Ediciones Internacionales Universitarias, 1996)
- Manuel Martínez Fernández de Bobadilla. De Púrpura y Otoño. Canto al Vino (Pamplona, s. d., 1995)
- Giovanni Pascoli. 25 poemas (Granada, Comares, La Veleta, 1995)
- Gabriel Insausti. Noche a noche (Gijón, Ateneo Jovellanos, 1994)
- Manuel Machado. Poesía de guerra y posguerra (Granada, Universidad, 1992; 2ª ed., corregida y aumentada, 1994)
- Zacarías Zuza Brun. Cincuenta poemas (Pamplona, Gobierno de Navarra, 1991)
- Vicente Sabido. Antología poética (1975-1990) (Granada, s. e., 1990)

## Obra en prosa (filología, ensayo, narración)
- Penúltimas virutas de taller (Valencina, Los Papeles del Sitio, 2020)
- El infortunio del señor Seniergues (Sevilla, Espuela de Plata, 2020; 2ª ed., 2020)
- Varia philologica (Sevilla, Renacimiento, 2016)
- Todavía más virutas de taller (Valencina, Los Papeles del Sitio, 2015; 2ª ed., 2015 [2018])
- Lecturas (Poetas españoles contemporáneos) (Sevilla, Renacimiento, 2014)
- De Grecia a 'Grecia'. Escritos sobre literatura (Sevilla, Renacimiento, 2012)
- Más virutas de taller (Valencina, Los Papeles del Sitio, 2010)
- Virutas de taller (Valencina, Los Papeles del Sitio, 2007; 2ª ed., 2008)
- Posrománticos, modernistas, novecentistas. Estudios sobre los comienzos de la literatura española contemporánea (Sevilla, Renacimiento, 2005)
- Estudios sobre Manuel Machado (Sevilla, Renacimiento, 2000)
- La aventura del orden (Poetas españoles del fin de siglo) (Sevilla, Renacimiento, 1998)
- Manuel Machado y Ángel Barrios (Historia de una amistad) (Granada, Método Ediciones, 1996)
- En busca del público perdido (Aproximación a la última poesía española joven, 1975-1993) (Granada, Impredisur, 1994)
- La «protohistoria poética» de Manuel Machado (Albox / Huércal-Overa (Almería), Col. Batarro, 1994)
- Aproximación histórica a la poesía navarra de la posguerra (Pamplona, Diputación Foral de Navarra, 1980)
- El caligrama, de Simmias a Apollinaire (Historia y antología de una tradición clásica) (Pamplona, Eunsa, 1977)
- Vida y poesía de Alonso de Ledesma (Contribución al estudio del conceptismo español) (Pamplona, Eunsa, 1974)
- La Sinfonía del año de Salvador Rueda (Pamplona, Eunsa, 1973)
- Los Poemas del toro de Rafael Morales (Pamplona, Eunsa, 1972)

## Premios
- Premio de la Crítica de poesía castellana (1987)